# Sphaerilloides minimus
Sphaerilloides minimus är en kräftdjursart som beskrevs av Albert Vandel1977. Sphaerilloides minimus ingår i släktet Sphaerilloides och familjen Armadillidae. Inga underarter finns listade i Catalogue of Life.